# Vanessa Williams
Vanessa Lynn Williams (født 18. marts 1963 i Bronx, New York City) er en amerikansk model, sanger og skuespiller.
Som den første afroamerikanske kvinde blev hun i 1983 kåret til Miss America 1984, men grundet en sag om nøgenbilleder i magasinet Penthouse, frasagde hun sig titlen i juli 1984, under pres fra folkene bag Miss America-konkurrencen.[kilde mangler]
Musikalsk slog hun igennem med Save the Best for Last i 1992, mens hun som skuespiller er kendt fra film som Eraser (1996), Shaft (2000) og Hannah Montana: The Movie (2009). Hun spiller desuden rollen som Wilhelmina Slater i Ugly Betty.
Hun er kendt som skuespiller i den amerikanske serie South Beach. 